# Крус, Кармен
Кармен Юлин Крус Сото (исп. Carmen Yulín Cruz Soto, род. 25 февраля 1963, Сан-Хуан) — пуэрториканский политик. Она была мэром Сан-Хуана, Пуэрто-Рико, с 2013 по 2020 год. С 2009 по 2013 год Крус работала в Палате представителей Пуэрто-Рико.

## Политическая карьера
Кармен Крус баллотировалась на пост комиссара-резидента на выборах 2020 года. После смерти Эктора Феррера в ноябре 2018 года Крус стала ведущим кандидатом на пост губернатора Пуэрто-Рико.
Крус стала известна своими делами в Сан-Хуане во время урагана Мария и тем, как она и президент Дональд Трамп вступили в конфликт в Твиттере. В результате она была номинирована на звание «Человек года» по версии Time.
21 февраля 2019 года Крус поддержала кандидатуру сенатора Берни Сандерса на пост президента и стала одним из его четырёх национальных сопредседателей.

## Личная жизнь

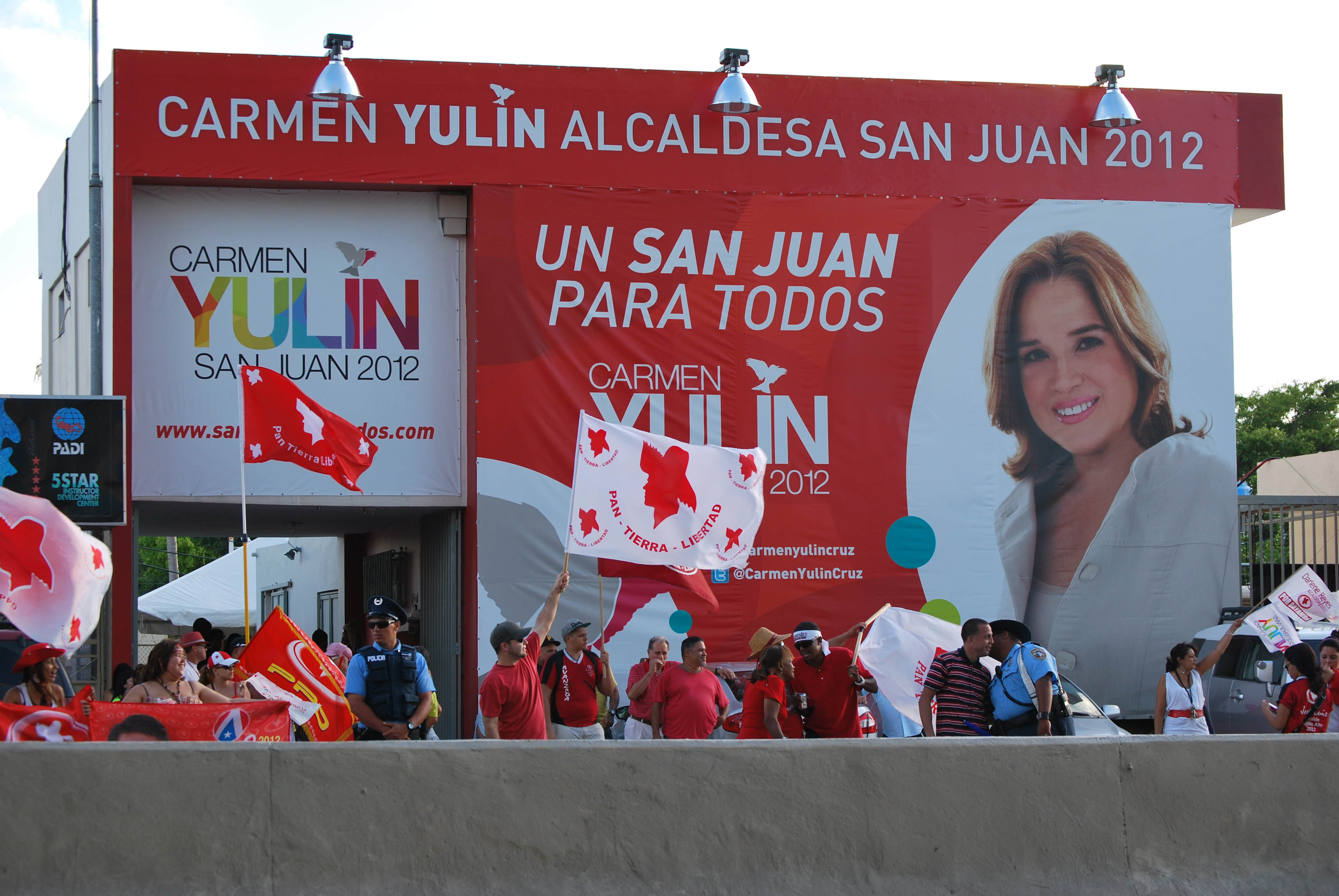
Предвыборный штаб Крус за два дня до выборов 2012 года

Крус вышла замуж за психолога и профессора Университета Святого Сердца Альфредо Карраскильо 25 сентября 2010 года, через три месяца после начала их отношений. Через год они развелись, но снова поженились в 2013 году и снова развелись в 2017 году. У Крус есть дочь Марина Юлин Пол Крус от предыдущего брака.